# Раллев, Вадим Николаевич
Вадим Николаевич Раллев (25 августа 1968 — 21 мая 2016) — полковник государственной безопасности, сотрудник ФСБ России.

## Биография
Родился 25 августа 1968 года в Москве. Отец — полковник ВС СССР, Николай Сергеевич Раллев. Окончил Голицынское высшее военно-политическое пограничное училище (ныне Голицынский пограничный институт ФСБ России), в звании лейтенанта проходил службу в Пограничных войсках КГБ СССР в десантно-штурмовой маневренной группе специального назначения, участник войны в Афганистане (с 1987 года нёс пограничную службу). Позже служил на погранзаставе Московского отряда Среднеазиатского пограничного округа. В составе группы Пограничных войск России участвовал в разгроме афганских бандформирований на приграничных территориях Таджикистана. Среди его сослуживцев были Герой Российской Федерации, заместитель начальника 2-й пограничной заставы лейтенант О. П. Хмелёв и военный корреспондент С. С. Говорухин.
В дальнейшем Раллев проходил службу в ФСБ Российской Федерации: сотрудник оперативно-розыскного управления и Национального антитеррористического комитета; начальник Управления по борьбе с терроризмом. Участник Первой и Второй чеченских войн, был в командировках в Косово и Африке. Участвовал в планировании, разработке и проведении крупных оперативных мероприятий в рамках КТО в Чечне и на Северном Кавказе; дважды был тяжело ранен. В 1990-е годы в Афганистане Говорухин и Раллев выполняли правительственное задание, ведя переговоры с Ахмад Шах Масудом, который был одним из идеологических противников талибов: считается, что Раллев составил докладную записку о нецелесообразности ввода войск в Афганистан и направил её занимавшему тогда пост директора ФСБ Владимиру Путину.
За время службы окончил Академию ФСБ, Российскую академию государственной службы и Военную академию Генерального штаба Вооружённых сил Российской Федерации. В 2011 году имел звание подполковника.
Скончался 21 мая 2016 года от последствий боевых ранений. Похоронен на Троекуровском кладбище. Оставил дочь Анну.

## Награды
За время службы отмечен следующими наградами:
- два ордена «За военные заслуги»
- два ордена Мужества[4]
- медали ордена «За заслуги перед Отечеством» I и II степеней с мечами
- медаль «За отвагу»
- медали «За отличие в воинской службе» I и II степеней
- медали «За отличие в военной службе» ФСБ I, II и III степеней
- медаль «За участие в контртеррористической операции» ФСБ
- шесть других медалей ФСБ и МВД РФ
- почётные знаки сотрудника ФСБ и МВД

## Память
Именем Вадима Ралеева назван турнир по метанию ножей, который является одним из этапов Кубка России.
Вадим Ралеев также был посмертно назначен почётным председателем ветеранского совета фонда «Вера и доблесть» (некоммерческое партнёрство помощи ветеранам боевых действий).